# Madapura, Hosanagara
Madapura là một làng thuộc tehsil Hosanagara, huyện Shimoga, bang Karnataka, Ấn Độ.